# Atlas, Rise!
 (décembre 2018).
Si vous disposez d'ouvrages ou d'articles de référence ou si vous connaissez des sites web de qualité traitant du thème abordé ici, merci de compléter l'article en donnant les références utiles à sa vérifiabilité et en les liant à la section « Notes et références ».
Singles de Metallica
Moth into flame (2016) Now That We're Dead (2017)
Atlas, Rise! est une chanson du groupe de thrash/heavy metal Metallica. C'est le troisième single de leur dixième album studio Hardwired… to Self-Destruct (2016). La chanson est sortie le 31 octobre 2016. La chanson a été nommée pour la meilleure chanson rock à la 60e cérémonie des Grammy Awards.

## Promotion
Atlas, Rise! a été publié le 31 octobre 2016 et a reçu une promotion à thème d' Halloween. La sortie du single a été promu avec un masque d'Halloween câblé gratuit en édition limitée dans les magasins de disques participants. Ces derniers contenaient un code de téléchargement spécial pour pouvoir accéder à la piste 30 minutes plus tôt que la version publique complète. Il a été joué en direct pour la première fois à Bogotá (Colombie) le 1er novembre 2016.

## Personnel
- James Hetfield – guitare rythmique et chant
- Kirk Hammett – guitare solo
- Robert Trujillo – basse
- Lars Ulrich – batterie